# 高碱蓬
高碱蓬（学名：Suaeda altissima）是苋科碱蓬属的植物。分布于伊朗、小亚细亚、北美、欧洲、西伯利亚、中亚以及中国大陆的新疆等地，多生长于荒地、戈壁及水墉边，目前尚未由人工引种栽培。
近十年中國中科院在新疆研究发现，在盐碱地上种植盐地碱蓬、盐角草、野榆钱菠菜等盐生植物，每年可从土壤中带走大量盐分，连续三年左右就可以大幅“淡化”土地，达到耕种标准。